# Kånna
Kånna is een plaats in de gemeente Ljungby in het landschap Småland en de provincie Kronobergs län in Zweden. De plaats heeft 365 inwoners (2005) en een oppervlakte van 43 hectare.
Ljungby · Lagan · Ryssby · Lidhult · Kånna · Vittaryd · Angelstad · Agunnaryd · Hamneda · Dörarp · Bolmen · Byholma en Grimshult